# Phi hồ ngoại truyện
| Kim Dung            | Kim Dung |
| ------------------- | -------- |
| Tiểu thuyết         |          |
| 飛 Phi              | 笑 Tiếu  |
| 雪 Tuyết            | 書 Thư   |
| 連 Liên             | 神 Thần  |
| 天 Thiên            | 俠 Hiệp  |
| 射 Xạ               | 倚 Ỷ     |
| 白 Bạch             | 碧 Bích  |
| 鹿 Lộc              | 鴛 Uyên  |
| Truyện ngắn         |          |
| 越女劍 Việt nữ kiếm |          |

Phi hồ ngoại truyện (giản thể: 飞狐外传; phồn thể: 飛狐外傳; bính âm: Fei Hu Wai Zhuan) là một trong những tiểu thuyết võ hiệp của Kim Dung, ra mắt lần đầu tiên vào năm 1960 trong tạp chí Võ thuật và Lịch sử
Phi hồ ngoại truyện là tiền truyện của Tuyết sơn phi hồ, mặc dù tác phẩm được viết một năm sau khi tiểu thuyết võ hiệp Tuyết Sơn phi hồ được đăng trên Minh báo vào năm 1959.

## Nhân vật
- Hồ Phỉ: Là nhân vật chính của hai bộ truyện Tuyết Sơn Phi Hồ và Phi Hồ Ngoại Truyện, con trai của Hồ Nhất Đao. Chàng tinh thông võ công trong Quyền Kinh Đao Phổ, tính tình lanh lợi nhưng không kém phần hào sảng giống cha mình. Sau này trong phần Tuyết Sơn Phi Hồ, chàng đã lấy biệt hiệu của mình là Tuyết sơn phi hồ.
- Trình Linh Tố: Là đệ tử thứ tư của Độc Thủ Dược Vương, cô đã yêu Hồ Phỉ ngay từ cái nhìn đầu tiên khi cô gặp chàng đang tìm cách cứu chữa cho đôi mắt của Miêu Nhân Phượng. Sau đó, cô đi theo Hồ Phỉ như người bạn đồng hành rồi cả hai kết nghĩa huynh muội. Sau trận ác chiến với sư huynh sư tỉ đồng môn của mình, Trình Linh Tố đã hi sinh mạng sống hút hết máu độc từ cánh tay của Hồ Phỉ (chàng bị trúng độc khi đang cố bảo vệ cho nàng) ra. Cuối đời, nàng vẫn kịp thổ lộ tình cảm của mình với Hồ Phỉ và nhắc nhở cho Hồ Phỉ ai mới là kẻ thù thực sự đã sát hại cha chàng. Hồ Phỉ đau khổ tột cùng trước cái chết của Trình Linh Tố, chàng cuối cùng đã chôn Trình Linh Tố bên cạnh mộ cha mẹ mình.
- Viên Tử Y: Tên xuất gia là Viên Tính, nàng là con hoang của tên ác tặc Phụng Thiên Nam. Mẹ nàng đẻ nàng sau khi bị cưỡng hiếp bởi Phùng Thiên Nam. Sau đó còn tiếp tục bị Thang Bái bức bách đến mức phải tự tử mà chết. Sau này khi Viên Tử Y lớn lên, nàng đã thề với trời đất rằng sẽ báo thù cho mẹ nàng, giết tên lòng lang dạ sói Phụng Thiên Nam (sau khi đã hứa với sư phụ của nàng sẽ cứu hắn ba lần để trả ơn sinh thành) và cả kẻ đã bức tử mẹ nàng là Thanh Bái. Tuy nàng có tình cảm với Hồ Phỉ, nhưng họ không thể đến được với nhau vì nàng đã xuất gia thành ni cô, qui y cửa phật.
- Miêu Nhân Phượng: Có biệt hiệu là Đả Biến Thiên Hạ Vô Địch Thủ - Kim Diện Phật, một cao thủ có võ công tuyệt diệu ngang ngửa với võ công của Hồ Nhất Đao. Tính tình ông khá là bảo thủ và kém phần tinh tế trong khoản bộc lộ cảm xúc, đây cũng là lý do chính mà Điền Qui Nông có thể tán tỉnh Miêu phu nhân thành công. Qua lần tỉ thí võ công với Hồ Nhất Đao, Miêu Nhân Phượng cực kì kính trọng tinh thần hiệp nghĩa và thái độ hào sảng của Hồ Nhất Đao nên cả hai đã không ngần ngại kết bái huynh đệ với nhau. Nhưng không may, vì vũ khí họ sử dụng để tỉ thí đã bị Điền Qui Nông chủ mưu bôi thuốc độc vào, Miêu Nhân Phượng đã sơ ý giết chết Hồ Nhất Đao sau khi  chém một vết xước nhỏ vào Hồ Nhất Đao. Ông luôn luôn hối hận về biến cố này.
- Miêu Nhược Lan: Là con gái của Đả Biến Thiên Hạ Vô Địch Thủ, Kim Diện Phật - Miêu Nhân Phượng, trong Phi Hồ Ngoại Truyện nàng vẫn còn rất bé, chưa đóng góp gì nhiều vào mạch truyện này.
- Trần Gia Lạc: Là một nhân vật trong truyện Thư Kiếm Ân Cừu Lục, Trần Gia Lạc là tổng đà chủ của Hồng Hoa Hội, xuất hiện trong những chương gần cuối của bộ truyện. Ông có dung mạo, tướng tá giống hệt Phúc Khang An, rất nhiều người đã nhầm lẫn hai người trong đó có Hồ Phỉ.
- Mã Xuân Hoa: Là con gái Mã lão tiêu đầu - Mã Hành Không, cô có dung nhan xinh đẹp, hồi còn đi bảo tiêu với cha, cô đã có duyện cơ gặp được Phúc Khang An và phải lòng nhau, cho dù đại sư ca của cô là Từ Tranh và thiểu gia ở Thương Gia Bảo là Thương Bảo Chấn cùng đem lòng thích cô. Mã Xuân Hoa có thai (con của Phúc Khang An), rồi nàng cưới Từ Tranh đẻ ra hai đứa trẻ sinh đôi. Sau này, khi hai vợ chồng đi bảo tiêu thì Phúc Khang An đã sai người đến giết Từ Tranh rồi đưa ba mẹ con Mã Xuân Hoa về vương phủ. Tưởng sẽ được đoàn tụ với tình nhân nối lại tình cũ, ai ngờ Phúc Khang An đã dùng mưu kế hạ độc nàng chỉ giữ lại hai đứa nhỏ. Trước khi chết nàng có di nguyện được chôn cùng Từ Tranh và cho cặp sinh đôi nhận Hồ Phỉ làm nghĩa phụ.
- Phúc Khang An: Là một viên tướng quý tộc người Mãn Châu, xuất hiện tại Thương Gia Bảo với dáng vẻ hào hoa, phong nhã, một công tử quyền quý nhưng thực chất là một tên mưu mô, xảo quyệt. Hắn tổ chức đại hội trưởng môn để dấy lên một cuộc hỗn chiến trong giới võ lâm, bảo vệ triều đình khỏi các âm mưu phản quốc của các anh hùng, hiệp khách. Hắn tư tình với Mã Xuân Hoa và có với nàng một cặp sinh đôi, nhưng cuối cùng thì hắn lại tìm cách hạ độc Mã Xuân Hoa.
- Điền Quy Nông: Trưởng môn phái Thiên Long Môn, truyền nhân của họ Điền trong bốn cận vệ thân tín của Sấm Vương. Hắn là kẻ thủ ác vô đạo đức, vô liêm sỉ trong truyện. Hắn đã ve vãn Nam Lan - Miêu phu nhân đến mức bỏ chồng bỏ con với mưu đồ hòng đoạt được kho báu của Sấm Vương. Rồi hắn còn cấu kết với Phúc Khang An bởi lời hứa sẽ được trao chức minh chủ võ lâm đổi lại bằng sự trung thành. Giấc mộng của hắn đi vào dĩ vãng khi, Hồ Phỉ xuất hiện và làm nảo loạn ở đại hội chưởng môn.
- Văn Thái Lai: Là chồng của Uyên ương đao Lạc Băng, người của Hồng Hoa Hội.
- Lạc Băng: Là vợ của Bôn Lôi Thủ Văn Thái Lai, người đã tặng con ngựa quý cho Hồ Phì
- Hồ Nhất Đao: Là cha của Hồ Phỉ. Một hậu duệ tiêu biểu của Phi thiên hồ ly, võ nghệ cao cường, tính tình hào sảng. Khi ông tìm ra kho báu của Sấm Vương, đã gặp người con gái ở đó, và nhận ra người con gái đích thực. Ông đem lòng yêu cô, và cả hai đã lấy nhau, sinh ra Hồ Phỉ. Vợ ông cũng là một nữ trượng phu rất hiểu chồng. Hồ Nhất Đao biết rõ cái chết của cha Kim Diện Phật nên đã không ngần ngại vào quan nội đấu với Kim Diện Phật và ông đã kết bạn tri kỷ với Kim Diện Phật. Hồ Nhất Đao không may bị thương do chính cây đao của mình, cây đao này bị tẩm thuốc độc bởi chủ mưu của Điền Quy Nông, sau khi ông chết, vợ ông cũng tự sát theo chồng.
- Bình A Tứ: Là tiểu nhị chứng kiến tất cả diễn biến vụ việc trận đấu giữa Hồ Nhất Đao và Miêu Nhân Phượng. Sau đó bị cụt một tay và mang vết sẹo dài trên mặt. Do mang ơn Hồ Nhất Đao nên Bình A Tứ đã dành cả đời mình để chăm sóc và nuôi nấng Hồ Phỉ thay cho cha mẹ của chàng.